# Rhododendron danbaense
Rhododendron danbaense är en ljungväxtart som beskrevs av L.C. Hu. Rhododendron danbaense ingår i släktet rododendron, och familjen ljungväxter. Inga underarter finns listade i Catalogue of Life.